# تشلیستنا
تشلیستنا (به چکی: Čelistná) یک منطقهٔ مسکونی در جمهوری چک است که در ناحیه پلهریموو واقع شده‌است. تشلیستنا ۳٫۰۸ کیلومتر مربع مساحت و ۱۰۰ نفر جمعیت دارد و ۵۸۸ متر بالاتر از سطح دریا واقع شده‌است.